# شريف العلمي
شريف العلمي (1931 - 3 يناير 2008) إعلامي و‌مؤلف كتب ثقافة عامة فلسطيني - أردني، ولد في يافا فلسطين.
درس المرحلة الابتدائية وجزءا من الثانوية في فلسطين وأكمل دراسته الثانوية في لبنان، ثم التحق بالجامعة الأمريكية في بيروت لدراسة الإدارة العامة، وحصل على شهادة البكالوريوس عام 1953.

## أصوله
شريف العلمي من أصول مغربية حيث جاء جدوده (آل العلمي) من المغرب بعد جلوة العرب من الأندلس واستقروا في فلسطين.
التقى بشريكة حياته «هدى مصطفى الشماع» الطالبة في كلية بيروت للبنات (BCW) (في ذلك الوقت) وتزوجها عام 1958 وهي أم أولاده الثلاثة، ربى، حسن ودانة.

## عمله في الإذاعة
التحق بإذاعة الشرق الأدنى للإذاعة العربية ومقرها في ذلك الوقت في مدينة ليماسول القبرصية داخل معسكر للجيش البريطاني، كمتدرب أولا عام 1952 أثناء سنته الدراسية الأخيرة في الجامعة، نجح هناك في تطبيق فكرة كانت تراوده تعني بالثقافة في إطار ترفيهي، وفعلاً انطلق ببرنامجه الذي أسماه في ذلك الوقت (فكر وامرح) وتابعته الناس عبر الإذاعة، وعند تخرجه عام 1953 التحق بالإذاعة بوظيفة ثابتة كمترجم ومذيع.
إثر العدوان الثلاثي على مصر في 29 أكتوبر 1956 قدّم مع زملائه العرب استقالة جماعية من الإذاعة التي كانت تمولها بريطانيا تضامناً مع الشعب المصري.
وبعد عناء البطالة لفترة وجيزة التحق بالإذاعة السعودية في جدة، ثم عمل في بنك القاهرة كمساعد لمدير البنك، ولم يرق له العمل البنكي وسرعان ما تركه.
انضم عام 1960 إلى مجموعة من الإذاعيين القُدامى للمساهمة في تطوير إذاعة الكويت، وفيها أعاد تقديم برنامجه الثقافي فكر وامرح وحظي البرنامج بالنجاح نفسه.

## عمله في التلفزيون
في نقلة نوعية، وإبان تأسيس تلفزيون الكويت، تلقى تدريباً على الأعمال التلفزيونية عامي 1962 و1964 في لندن الأمر الذي مكنه من تولي إدارة البرامج المنوعة في تلفزيون الكويت.

### سين جيم
طور فكرة برنامج المسابقات لتلائم شاشة التلفزيون وأطلق عليه اسم سين جيم، بدأ بث البرنامج 1962 وسرعان ما لقي نجاحا كبيراً واستمر في تقديمه عبر شاشات التلفزيون العربية حتى عام 1996.

### نمط جديد
كان همه دائما تقديم المعلومة الثقافية والمعلومة العامة في إطار متجدد، فبدأ بإنتاج برامجه بأسلوب مبتكر في تلك الأيام عبر مشاهد درامية ممثلة بصورة مشوقة وطريفة وأنتج منها أربعة برامج تباعاً من 30 حلقة لكل منها:
1. كيف وأخواتها.
2. مختصر مفيد.
3. من الرأس إلى القدم.
4. سألوني.

### قنوات عرضت برامجه
عرضت برامجه على شاشات العديد من التلفزيونات العربية مثل الكويت ودبي وأبو ظبي والأردن ولبنان وعُمان وقطر والبحرين وإم بي سي والجزائر والسودان وشبكة راديو وتلفزيون العرب.

## كتبه
جمع مواد برامجه في عشرين جزء من كتابه سين جيم الذي لاقى رواجاً كبيراً في العالم العربي واعتمد عليه الكثيرون من معدي البرامج التلفزيونية والإذاعية.
جمع شريف العلمي كم هائل من الكتب والمراجع عبر أكثر من خمسين عاماً تبرع بها إلى جامعة البتراء في الأردن، وما صلح منها للصغار تبرع به إلى أطفال مخيم البقعة للاجئين الفلسطينيين بعمان، اعتبر شريف العلمي منح مكتبته الغنية «صدقة جارية» على حد تعبيره.

## إقامته
أقام في عمّان بعد توقفه عن الإنتاج «لصعوبات التوزيع» على حد قوله في لقاء له مع جريدة الدستور الأردنية، ولكنه مر في فترة كانت في غاية الصعوبة عندما أصيبت شريكة عمره بالسرطان الذي لم يمهلها طويلاً، وتوفيت في عمان عام 2000.

## وفاته
توفي في عمان يوم الخميس 3 يناير لعام 2008 الموافق 25 ذي الحجة 1428 هـ